# Der grüne Vampyr
Der grüne Vampyr ist ein 1918 entstandener, deutscher Kriminalstummfilm mit Gruselelementen von William Kahn. Heinrich Peer spielt den Detektiv Rat Anheim.

## Handlung
Die bekannte Spürnase Kriminalrat Anheim wird diesmal in die Niederlande gerufen. Im Ukermoor soll es nämlich spuken. Einige Reisende sind von dort nicht mehr zurückgekehrt. Die abergläubischen Dorfbewohner schreiben dies dem grünen Vampyr zu, der einer alten Sage entsprungen ist und dem es, so geht die Mär, nach Menschenblut dürstet. Rat Anheim ist mehr als skeptisch; er glaubt, dass vielmehr ein sehr irdischer Drahtzieher hinter diesem Spuk stecken muss. Nachdem er den Dingen auf den Grund gegangen ist, kann er den Verwalter eines nahe liegenden Gutes als den Schöpfer dieser Schauergestalt dingfest machen.

## Produktionsnotizen
Der grüne Vampyr wurde kurz vor Ende des Ersten Weltkriegs gedreht, passierte im Oktober 1918 die Zensur und wurde im März 1919 im Leopoldstädter Maxim-Bio in Wien und im Mai 1919 in den Kant-Lichtspielen zu Berlin uraufgeführt. Der vieraktige Film besaß eine Länge von 1120 Metern. Ein Jugendverbot wurde ausgesprochen. Die in Österreich gezeigte Fassung war rund 1500 Meter lang.
Dieser Film, der elfte der Rat-Anheim-Reihe, der auch unter dem Titel Der Fall Usher gezeigt wurde, gilt als einer der ersten Produktionen, die in Deutschland „Vampirismus“ als Filmthema entdeckten.

## Kritik
Paimann’s Filmlisten resümierte: „Stoff, Photos, Spiel und Szenerie recht gut.“

Die Neue Kino-Rundschau urteilte in einem Vorbericht: „Das elfte Abenteuer des berühmten Rat Anheim schließt sich würdig den zehn vorangegangenen an, erfährt aber eine Steigerung in der Wirkung nach der Verstandesseite hin. (...) Der Aufbau vollzieht sich in logischer Folge ohne banales Zutun. Der Inhalt ist geistvoll (...).“